# Крымов, Дмитрий Анатольевич
Дми́трий Анато́льевич Кры́мов (род. 10 октября 1954, Москва) — российский художник, сценограф

, театральный режиссёр

 и педагог. Член Союза художников России и Союза театральных деятелей Российской Федерации. Пятикратный лауреат театральной премии «Золотая маска».

## Биография
Родился в семье режиссёра Анатолия Эфроса и театрального критика Натальи Крымовой. Внук театроведа и поэтессы Зинаиды Чалой. По совету деда со стороны отца, Дмитрию дали фамилию матери, чтобы он мог избежать проблем из-за еврейской фамилии при царившем в СССР антисемитизме.
В 1976 году Крымов окончил постановочный факультет Школы-Студии МХАТ (курс Э. П. Фрезе). С 1976 года начал работать в Театре на Малой Бронной. Создал сценографию к постановкам своего отца Анатолия Эфроса: «Отелло» У. Шекспира (дипломная работа), «Месяц в деревне» И. Тургенева, «Лето и дым» Т. Уильямса, «Воспоминание» А. Арбузова, «Наполеон Первый» Ф. Брукнера, «Директор театра» И. Дворецкого. На сцене МХАТ оформил спектакли Эфроса «Тартюф» (Мольера) и «Живой труп» Л. Толстого.
В 1985 году перешёл в Театр на Таганке, где оформил спектакли «У войны не женское лицо» С. Алексиевич, «Полтора квадратных метра» по повести Б. Можаева и «Мизантроп» Мольера. Всего в портфолио Крымова свыше 100 оформленных спектаклей для театров России, Японии, Болгарии, Франции, США и др.
В начале 1990-х, когда ушёл из жизни Анатолий Эфрос, Крымов оставил театр и занялся изобразительным искусством: живописью, книжной графикой, инсталляцией, участвовал в групповых и персональных выставках за рубежом и в России. Работы Крымова хранятся в коллекциях музеев Ватикана, Государственной Третьяковской галереи, Русского музея, Пушкинского и других. В тот период написал портрет папы Иоанна Павла II. Картина была сделана с фотографии и предназначалась как подарок на день рождения понтифику. Она была выдержана в «хулиганской» стилистике, технику сравнивали с манерой Модильяни или Сутина. Очевидцы вспоминали, что когда понтифику привезли полотно и сняли вуаль с подрамника, «кардиналы просто остолбенели. Зависла пауза. Нашёлся один Иоанн Павел II, сказавший: „Noli timere, quia ego sum“ („Не бойтесь, это я“)».
В 2002 году Крымов стал преподавать в Российской академии театрального искусства на курсе театральных художников. В том же году он выпустил свой первый спектакль — «Гамлет», поставленный для Валерия Гаркалина. Премьера состоялась в дни захвата заложников на Дубровке. Спектакль получил массу критических отзывов: в прессе высказывались мнения, что Крымову не стоило браться за режиссуру и выходить из рамок сценографии, в рецензиях отзывались о постановке как о «обычном драматическом театре». В 2004 году выпустил «Недосказки» — оригинальный пластический перформанс. В последовавших за ним спектаклях «Сер Вантес. Донкий Хот» и «Демон. Вид сверху» роли исполняли студенты-сценографы и молодые актёры, эти спектакли уже были совершенно не похожи на классический театр и в прессе описывались как «художественные акции» и «сюрреалистические иллюзионы». В них повествование идёт через ряд метафор, образных представлений, вербальных и визуальных перформансов.
В 2004 году начал работать в театре «Школа драматического искусства», где возглавил свою Лабораторию. В 2007 году Крымов и его студенты получили Гран-при Пражской квадриеннале — «Золотую тригу», главную сценографическую награду мира. Ученицы Крымова Вера Мартынова и Мария Трегубова работали над сценографией поставленного в 2010-м спектакля «Opus № 7».
В 2010—2011 годах спектакль Крымова «В Париже» с Михаилом Барышниковым в главной роли шёл в театре Шайо.
В марте 2014 года вместе с рядом других деятелей науки и культуры выразил своё несогласие с политикой российской власти в Крыму и на востоке Украины.
В 2016 году Крымова пригласили вести курс в Йельском университете. Со студентами драматического отделения он поставил «Три сестры». Премьера состоялась в рамках 21 Международного фестиваля Искусства и Идей.
В 2018 году уволился из «Школы Драматического искусства», на тот момент в репертуаре ШДИ было 15 постановок режиссёра. В обращении к зрителям Крымов процитировал фразу Андрея Синявского: «У меня с советской властью разногласия чисто стилистические», подразумевая разногласия с руководством ШДИ.
В феврале 2022 года прилетел в Филадельфию ставить «Вишнёвый сад» в Wilma Theater, премьера которого была запланирована на 12 апреля. В связи со вторжением России на Украину заявил, что не видит для себя возможности вернуться в Россию. 20 апреля Крымов в пятый раз стал лауреатом премии «Золотая маска», получив награду в номинации «Лучшая работа режиссера в драмтеатре» за спектакль «Моцарт „Дон Жуан“. Генеральная репетиция» в «Мастерской Петра Фоменко». Крымов попросил передать его премию главреду «Новой газеты» Дмитрию Муратову.
В сентябре 2022 года по приказу городского Департамента культуры все постановки Крымова были сняты из репертуаров московских театров. Спектакли режиссёров, открыто выступивших против войны, отменяются по всей стране.
В октябре 2022 года открыл в Нью-Йорке театральную лабораторию Krymov Lab NYC.

## Семья
Отец — Анатолий Васильевич Эфрос (1925—1987), советский режиссёр театра и кино, педагог; заслуженный деятель искусств РСФСР.
Мать — Наталья Анатольевна Крымова (1930—2003), советский и российский театральный критик и театровед. 
Жена — Инна Александровна Крымова.
- Сын — Михаил Дмитриевич Крымов, архитектор, живёт в США[52].

## Творчество

### Театральные работы

#### Художник
Театр на Малой Бронной
- 1976 — «Отелло» У. Шекспира.
- 1981 — «Лето и дым» Т. Уильямса.
- 1982 — «Директор театра» И. М. Дворецкого.
- 1982 — «Воспоминание» А. Н. Арбузова.
- 1983 — «Наполеон Первый» Ф. Брукнера.
- 1984 — «Директор театра» И. М. Дворецкого.

МХАТ им. М. Горького
- 1981 — «Тартюф» Ж.-Б. Мольера.
- 1982 — «Живой труп» Л. Н. Толстого.

Театр на Таганке
- 1985 — «У войны — не женское лицо» С. А. Алексиевич.
- 1986 — «Полтора квадратных метра» Б. А. Можаева (совместно с С. Н. Арцыбашевым).
- 1986 — «Мизантроп» Ж.-Б. Мольера.

#### Режиссёр
Школа драматического искусства
- 2004 — «Недосказки» по мотивам русских народных сказок
- 2005 — «Три сестры» по пьесам В. Шекспира «Король Лир» и «Бесплодные усилия любви»
- 2005 — «Сэр Вантес. Донкий Хот» по мотивам романа «Дон Кихот» Сервантеса
- 2006 — «Торги» по мотивам пьес А. П. Чехова
- 2006 — «Демон. Вид сверху» по мотивам поэмы М. Ю. Лермонтова
- 2007 — «Корова» по рассказу А. Платонова
- 2008 — «Opus № 7»
- 2009 — «Смерть жирафа»
- 2010 — «Тарарабумбия»
- 2011 — «Катя, Соня, Поля, Галя, Вера, Оля, Таня…» по И. Бунину
- 2012 — «Горки-10»
- 2012 — «Как вам это понравится» по пьесе Шекспира «Сон в летнюю ночь»
- 2013 — «Оноре де Бальзак. Заметки о Бердичеве» по пьесе А. П. Чехова «Три сестры»
- 2014 — «О-й. Поздняя любовь» по пьесе А. Н. Островского
- 2015 — «Русский блюз. Поход за грибами»
- 2015 — «Своими словами. А. Пушкин „Евгений Онегин“»
- 2016 — «Последнее свидание в Венеции» по роману Э. Хемингуэя «За рекой в тени деревьев»
- 2016 — «Своими словами. Н. Гоголь „Мёртвые души“»
- 2017 — «Безприданница» по пьесе А. Н. Островского[53]
- 2018 — «Ромео и Джульетта (киндерсюрприз)» по В. Шекспиру

Музыкальный театр им. К. С. Станиславского и В. И. Немировича-Данченко
- 2011 — «Х. М. Смешанная техника»

Театр Корьямо (Финляндия)
- 2011 — «В Париже»

Iseman Theater (США)
- 2016 — «Квадратный корень из Трех сестер»

Театр наций
- 2018 — «Му-Му» по произведениям И. С. Тургенева

МХТ имени Чехова
- 2018 — «Серёжа» по мотивам романа Л. Н. Толстого «Анна Каренина»

Музей Москвы
- 2019 — «Борис» по мотивам трагедии А. С. Пушкина «Борис Годунов»
- 2021 — «Двое»

Школа современной пьесы
- 2020 — «Все тут» по пьесе Т. Уайлдера «Наш городок»

Мастерская Петра Фоменко
- 2021 — «Моцарт „Дон Жуан“. Генеральная репетиция»

Театр имени Пушкина
- 2021 — «Костик» по мотивам пьесы А. П. Чехова «Чайка»

Krymov Lab NYC (США)
- 2022 — «Pushkin "Eugene Onegin" in our own words»
- 2022 — «Three love stories near the railroad»
- 2025 — «Metamorphoses (or A Few Ways of Keeping a Child from Running Around at His Great Uncle's Funeral)»

Антреприза
- 2024 — «Записки сумасшедших»

### Кино

#### Режиссёр
- 2022 — «Всё нормально»[54]

## Награды
- Премия имени Станиславского за спектакль «Сэр Вантес. Донкий Хот» (2006)
- Первая театральная премия «Хрустальная Турандот»:
  - в номинации «Лучшая режиссерская работа» за спектакль «Демон. Вид сверху» (2007)[55].
  - в номинации «Лучшая режиссерская работа» за спектакль «Opus № 7» (2009)
- Национальная театральная премия «Золотая маска»:
  - в номинации «Эксперимент» за спектакль «Демон. Вид сверху» (2008)
  - в номинации «Эксперимент» за спектакль «Opus № 7» (2010)
  - в номинации «Драма / Спектакль малой формы» за спектакль «О-й. Поздняя любовь» (2016)
  - в номинации «Драма / Работа режиссёра» за спектакль «Серёжа» (2020)
  - в номинации «Драма / Работа режиссёра» за спектакль «Моцарт „Дон Жуан“. Генеральная репетиция» (2022)
- Премия Федерации еврейских общин России «Человек года» (2009)[56]
- Премия города Москвы в области литературы и искусства в номинации «Театральное искусство» (2013)
- Награда Международного Эдинбургского фестиваля за спектакль «Как вам это понравится по пьесе Шекспира Сон в летнюю ночь» (2012)
- Избрание почетным членом Российской Академии Художеств (2014)
- «Почетный профессор ГИТИС» (2017)[57]